# Residència universitaria

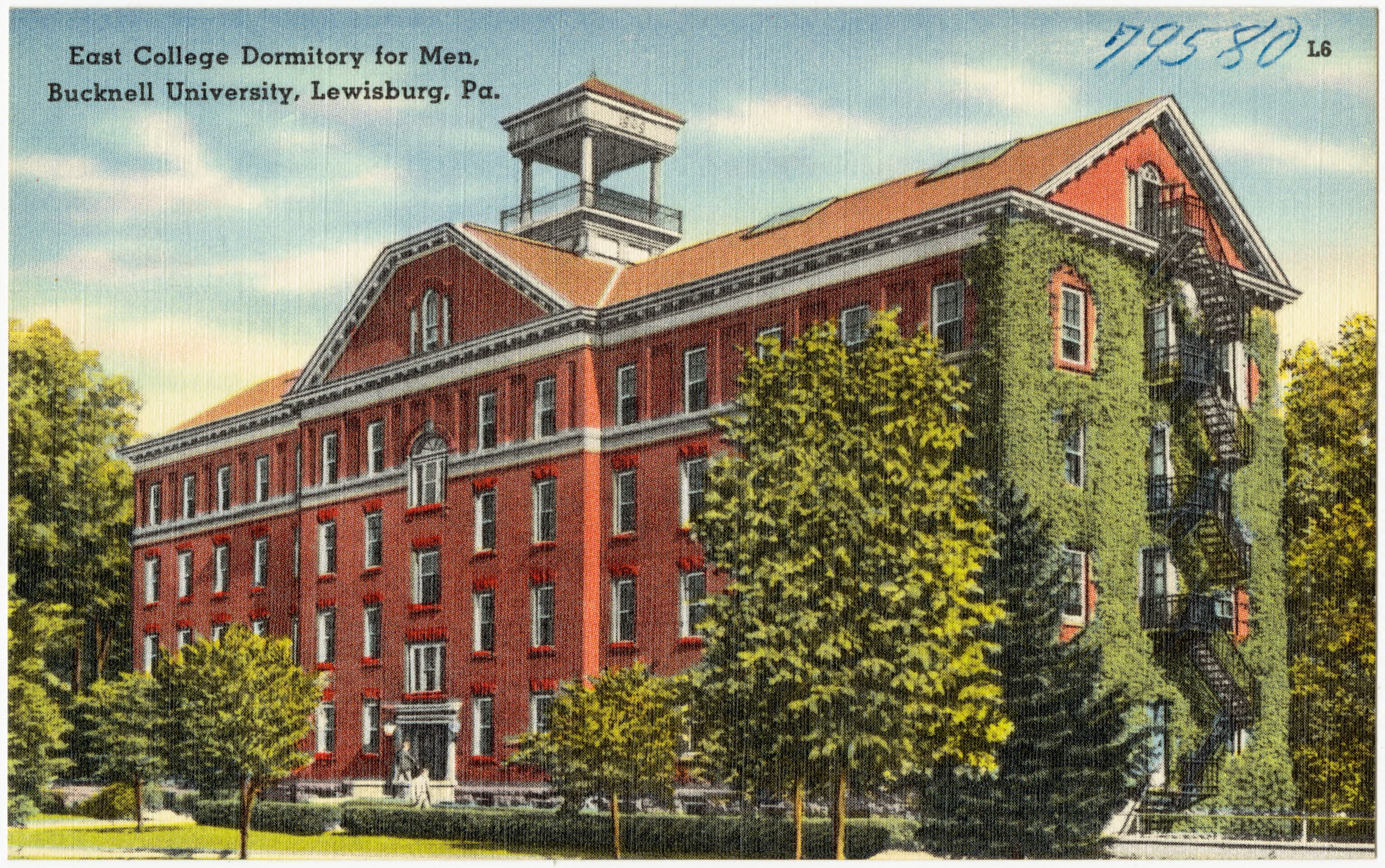
Residència universitària de la Universitat Bucknell.

Una residència universitària és un centre que proporciona allotjament als estudiants universitaris. Freqüentment el centre es troba integrat o adscrit a una universitat, però també existeixen residències independents de les universitats.
Les residències universitàries normalment estan situades als propis campus o en les seves immediateses. En general, acostumen a oferir una sèrie de serveis demandats pels estudiants universitaris, des de l'allotjament i la manutenció fins a bugaderia i bibiloteca.
Quan les residències universitàries ofereixen activitats culturals, acadèmiques, religioses o esportives, a més a més d'allotjament i manutenció, es denominen col-legis majors.
 